# 徒手筋力検査
徒手筋力検査法（としゅきんりょくけんさほう）、Manual Muscle Testingとは、DanielsやKendallらによって開発された、徒手によって人体中の主要な筋肉の筋力を判定する検査法である。主に、医師、理学療法士、作業療法士、カイロプラクター、オステオパシー医師によって実施される。
通称はMMT（エムエムティー）。

## 検査方法
検査は、個々の筋、または協働して動く筋群に対して順に行われる。多くの場合、筋を等尺性に収縮させた状態で徒手抵抗を加えるテスト、抑止テスト（ブレイク・テスト）と呼ばれる方法で行われる。
まず、対象の筋を収縮させ、被検査者にはその状態を保持するよう指示する。
検査者はその筋に伸張方向（または関節運動での逆方向）の徒手抵抗を加える。その際の筋の収縮保持能力によって、段階づけし、判定する。
検査の信頼性、妥当性から、また、本検査法はスクリーニングによる検査であるため、全ての対象者に同一の最大徒手抵抗を加える必要がある。

## 段階づけ
検査結果は数値、またはアルファベットによって量的に表現される。基本的には以下の6段階である。
ただし、検査項目によって個別に規定されている場合もあるので注意が必要である。
また、＋（プラス）や－（マイナス）などの記号を用いて、段階間の筋力を判定する場合もある。
5(Normal)：運動範囲全体に渡って動かすことができ、最大の徒手抵抗に抗して最終運動域を保持できる。
4(Good)：運動範囲全体に渡って動かすことができ、中等度〜強度の徒手抵抗に抗して最終運動域を保持できる。
3(Fair)：運動範囲全体に渡って動かすことができるが、徒手抵抗には抗することができない。
2(Poor)：重力の影響を除いた肢位でなら、運動範囲全体、または一部に渡って動かすことができる。
1(Trace)：筋収縮が目に見える、または触知できるが、関節運動はおこらない。
0(Zero)：筋収縮・関節運動は全くおこらない。

## 具体的な検査方法
| 筋肉                | 末梢神経             | 脊髄    |
| ------------------- | -------------------- | ------- |
| 僧帽筋上部          | 副神経、頚部脊髄神経 | C2〜C4  |
| 三角筋中部          | 腋窩神経             | C5〜C6  |
| 上腕二頭筋          | 筋皮神経             | C5〜C6  |
| 上腕三頭筋          | 橈骨神経             | C6〜C8  |
| 手首伸筋群          | 橈骨神経             | C6〜C8  |
| 橈側手根屈筋        | 正中神経             | C6〜C7  |
| 尺側手根屈筋        | 尺骨神経             | C7〜Th1 |
| 母指対立筋          | 正中神経             | C6〜Th1 |
| 長母指外転筋（APL） | 橈骨神経             | C7      |
| 短母指内転筋（AP）  | 尺骨神経             | C8      |
| 短母指外転筋（APB） | 正中神経             | C8      |
| 小指外転筋          | 尺骨神経             | C8〜Th1 |

体幹
| 筋肉       | 末梢神経             | 脊髄      |
| ---------- | -------------------- | --------- |
| 頚部屈筋群 | 副神経、頚部脊髄神経 | C1〜C4    |
| 頚部伸筋群 | 副神経、頚部脊髄神経 | C1〜C8    |
| 横隔膜     | 横隔神経             | C3〜C5    |
| 前鋸筋     | 長胸神経             | C5〜C7    |
| 背部伸筋群 | 脊髄神経             | Th1〜S3   |
| 腹筋群     | 肋間神経             | Th6〜Th12 |

下肢
| 筋肉         | 末梢神経               | 脊髄   |
| ------------ | ---------------------- | ------ |
| 腸腰筋       | 大腿神経、腰部脊髄神経 | L1〜L4 |
| 大殿筋       | 下殿神経               | L5〜S2 |
| 股関節外転筋 | 上殿神経               | L4〜S1 |
| 股関節内転筋 | 閉鎖神経、坐骨神経     | L2〜L4 |
| 大腿四頭筋   | 大腿神経               | L2〜L4 |
| 膝屈筋群     | 坐骨神経               | L4〜S3 |
| 長腓骨筋     | 浅腓骨神経             | L4〜S1 |
| 短腓骨筋     | 浅腓骨神経             | L4〜S1 |
| 前脛骨筋     | 深腓骨神経             | L4〜S1 |
| 後脛骨筋     | 脛骨神経               | L4〜S1 |
| 下腿三頭筋   | 脛骨神経               | S1〜S2 |
| 長母趾伸筋   | 深腓骨神経             | L4〜S1 |
| 短母趾伸筋   | 深腓骨神経             | L4〜S1 |
| 長趾伸筋     | 深腓骨神経             | L4〜S1 |
| 短趾伸筋     | 深腓骨神経             | L4〜S1 |

### 上肢帯
僧帽筋（Trapezius）
肩を挙上させ抵抗を加える。副神経、C2、C3、C4支配である。副神経は延髄根と脊髄根があるため注意が必要。
三角筋（Deltoid）
両上肢を横に水平に挙上させ検者は上腕上部から下に押すようにし、それに対して上肢を挙上するように命じる。重力に抗しえないときは仰臥位で肩関節の外転を命じる。
棘上筋（Supraspinatous）
上肢を側方へ挙上させ抵抗を加える。ただし体幹より30度以内ある。脊髄神経根ではC4、C5、C6レベル、肩甲上神経支配である。
棘下筋（Infraspinatous）
肘を屈曲させ、前腕を外方へ回転させて抵抗を加える。小円筋の筋力も加わる。脊髄神経根ではC4、C5、C6レベル、肩甲上神経支配である。
菱形筋（Rhomboids）
手を腰にあてさせ、肘を検者の加える力に逆らって、後方へ突き出させる。脊髄神経根ではC5、C6レベル、肩甲背神経支配である。
大胸筋（Pectralis major）
上腕を側方へ水平へ上げた位置で内転を命じる。脊髄神経根ではC5、C6、C7、C8、T1レベル、前胸神経支配である。
大円筋（Teres major）
広背筋 （Latissimus dorsi）
肘をまげて、ほぼ水平に外転した腕を検者の力に逆らって内転させる。脊髄神経根ではC6、C7、C8レベル、胸背神経支配である。

### 上肢
上腕二頭筋（Biceps brachii）
肘関節を屈曲させ、検者はそれを伸展するように前腕に抵抗を与える。脊髄神経根レベルC5、C6レベルの障害として重要である。
上腕三頭筋（Triceps brachii）
肘関節を伸展させ、検者はそれを屈曲するように腕に抵抗を与える。脊髄神経根レベルC7の障害として重要である。
腕橈骨筋 （brachio radialis）
手関節屈筋群（wrist flexors）
手関節を屈曲させ、検者はそれを伸展するように抵抗を与える。
手関節伸筋群（wrist extensors）
手関節を伸展させ、検者はそれを屈曲するように抵抗を与える。
指関節屈筋群（digi flexors）
指関節伸筋群（digi extensors）
長母指外転筋（abductor pollicis longus：APL）
手首を背屈させ、母指を外転させる。脊髄神経根レベルC7の障害、末梢神経レベルでは橈骨神経の障害の評価として重要である。
母指内転筋（adductor pollicis：AP）
母指を屈曲させず内転させる。しばしば紙を示指との間にはさみ、紙を引っ張ってぬけたら筋力低下という方法で代用される。脊髄神経根レベルC8の障害、または尺骨神経の障害の評価として重要である。
短母指外転筋（abduttor pollicis brevis：APB）
親指を手掌側に垂直にたたせる。脊髄神経根レベルC8の障害、または正中神経の障害の評価として重要である。

### 下肢
内転筋群（adductors of thigh）
両膝を力一杯くっつけるように命じ、検者は膝の間に両手をいれ、これを開くような力を加える。
外転筋群（abdutors of thigh）
腸腰筋（iliopsoas）
坐位で大腿の股関節で屈曲させるように命じ（即ち膝を上にあげる）、検者は膝を上から下へ押すように抵抗を与える。仰臥位で行う場合は股関節、膝関節を90度屈曲させた状態から被験者にさらに股関節を屈曲させるように命じる。脊髄神経根レベルL2〜L3の障害およびL2〜L3より上位ニューロンの障害で筋力は低下する。
大腿四頭筋（quadriceps）
膝関節の伸展を行わせ、検者は下腿遠位側に力を加え抵抗を与える。膝を伸ばすイメージで行う。脊髄神経根レベルL2〜L4の障害およびL2〜L4の障害で筋力は低下する。
膝関節屈筋群（hamstrings）
腹臥位で膝関節の屈曲を命じる。検者は下腿中央部を上から押え抵抗を与える。この筋は脳卒中など上位ニューロン障害で早期から低下する。下肢バレ試験で評価している筋である。脊髄神経根L4〜S3の障害またはL4〜S3より上位ニューロンの障害で筋力は低下する。
前脛骨筋　（Tibial Anterior）
足関節の背屈、内反を行わせる。
下腿三頭筋 (triceps surae）
簡便な方法としては膝関節を伸展したままつま先立ちをしてもらうことで評価できる。仰臥位の場合は踵の下に手をおき、アクセルを踏むように足を底屈する。脊髄神経根S1〜S2の障害およびS1〜S2より上位ニューロンの障害で筋力は低下する。
長母趾伸筋（Extensor hallucis longs）
母趾の背屈を行わせる。

## 問題点
この検査方法は、検者の主観によって被検査者の筋力を判定するということが最大の特徴であり、問題点でもある。
例えば、本来は段階4の被検査者に対して、徒手抵抗が不十分であると段階5として判定される。その為、十分に練習し抵抗の強さを体で覚える必要がある。同様に、徒手抵抗が強すぎる場合、より低い判定結果となる可能性があるため注意が必要である。
段階1レベルの判定においても、筋収縮を触知し難い筋の場合、段階0と判定されることもある。
これらの問題点のため、解説書などでは「臨床経験が必要」と表記されていることが多い。
徒手筋力検査で判定可能なのは、あくまでも正常レベルであり、この検査でNormal(5)と判定されたからといって100%までの筋力を判定されたわけではなく、筋断面積の大きな筋（ex.Quadriceps,Hamstrings）や、出力の多い筋では、その最大筋力の一部までしか判定できない。
筋ごとに検査肢位が異なり、当該検査肢位をとれない場合、筋や関節に問題が無くても検査自体が実施不能となる。

## その他
人間が健康な日常生活を営むためには、MMT3+以上の筋力が必要とされる。それを下回ると、様々な動作で機敏性が著しく失われ、周囲の人間の動作（例えば歩行など）に合わせることができなくなる。